# Ahmed Bouanani
Pour les articles homonymes, voir Bouanani.
Ahmed Bouanani (16 novembre 1938, Casablanca - 6 février 2011, Demnate) est un cinéaste — réalisateur, scénariste et monteur — marocain ; également écrivain et dessinateur. Il est considéré comme une figure de l'intelligentsia post-protectorat et de l'histoire du cinéma de son pays, notamment pour son long métrage Mirage (ar).

## Biographie
Touda Bouanani, sa fille va s'attacher à la mémoire de son père. Son travail d'artiste est centré sur la transmission et la mémoire. Dans Les quatre sources, réalisé en 1977, le héros découvre son héritage dans le coffre qui contient tous les documents, manuscrits, photos, scenarii, romans, poèmes sauvés de l'incendie par Touda Bouanani et sa mère Naïma Saoudi.

## Œuvre

### Ouvrages
- Les Persiennes (1966-1977) : L'analphabète. Mémoire quatorze. Souviens-toi de Sindibad. Cinq mémoires moins une. Histoire de Sindibad, Rabat, Stouky, 1980, 137 p. : prose
- Photogrammes, Lézignan-Corbières, Avant-Quart, 1989, 56 p. : poésie
- L'Hôpital, Rabat, Al Kalam, 1990, 122 p. : roman - Verdier, 2012
- Territoires de l'instant, Casablanca, Eddif, 2000 (ISBN 9981896101 et 9789981896109) [aperçu en ligne] : poésie ; photographies du cinéaste Daoud Aoulad Syad

### Textes pour la revueSouffles
- « Textus » (nº 2, 1966).
- « Introduction la poésie populaire marocaine » (nº 3, 1966).
- « Au pays de la mémoire » (nº 4, 1966).
- « Pour une étude de la littérature populaire marocaine » (nº 5, 1967).
- « L’analphabète : histoire » (nº 6, 1967).

### Filmographie
Comme réalisateur
- 1968 : 6 et 12 (court métrage)[6]
- 1971 : Mémoire 14 (long métrage devenu un court métrage en raison de la censure de l'époque[7])
- 1974 : Les Quatre Sources (court-métrage)[3],[7] (hommage au zajal)
- 1979 : Mirage (ar) (Assarab) (long métrage)
- 1996 : La Marche d’un poète (court métrage)[6]
- Des films pour la télévision marocaine[3]

Comme scénariste
Les deux premiers longs métrages de Daoud Aoulad Syad :
- 1998 : Adieu forain (coscénariste : Youssef Fade)[8]
- 2002 : Le Cheval de vent [9]

## Citation
« Et moi, je ne finis pas de m’interroger sur la poésie du cinéma. Pourquoi naît-elle dans un boulevard totalement désert quand nous sommes habitués à ne voir qu’un boulevard toujours peuplé de voitures et de passants ? Ne serait-elle perceptible que dans une réalité expurgée ? Ne procède-t-elle que par expulsion ? Prenons l’exemple des films bibliques. Des sujets portés à l’écran sur des histoires sacrées, des histoires qui ne doivent jamais être lues et comprises au premier degré, où les miracles sont pétris dans le pain quotidien. Un film de ce genre, pour qu’il soit réussi, doit être miraculeux. »